# Wzór Herona

Trójkąt o bokach a, b i c

Wzór Herona – wzór pozwalający obliczyć pole (S) trójkąta, jeśli znane są długości a, b, c jego boków. Wzór znany był już Archimedesowi, a jego nazwa pochodzi od Herona, który podał go w swojej Metryce.
Niech {\displaystyle p={\frac {1}{2}}(a+b+c)} oznacza połowę obwodu trójkąta. Wtedy jego pole S wynosi:
{\displaystyle S={\sqrt {p(p-a)(p-b)(p-c)}}={\frac {\sqrt {(a+b+c)(a+b-c)(a-b+c)(-a+b+c)}}{4}}.}
Wzór Herona może zostać wykorzystany do obliczeń, nawet jeżeli odcinki o podanych długościach nie tworzą trójkąta. W sytuacji, gdy wszystkie trzy odcinki i wszystkie trzy łączące je punkty leżą na jednej prostej, na przykład, gdy zachodzi równość {\displaystyle a+b=c,} więc wyrażenie {\displaystyle p-c} jest równe {\displaystyle 0,} co powoduje, że {\displaystyle S=0.}
Jeżeli natomiast odcinkami o podanych długościach nie można połączyć trzech punktów tej samej płaszczyzny, tzn. {\displaystyle a+b<c,} to wartość {\displaystyle p-c<0,} co sprawia, że wyrażenie pod pierwiastkiem jest ujemne, a więc {\displaystyle S\notin \mathbb {R} .}

## Dowód
W dowodzie wykorzystamy inny wzór na pole trójkąta
{\displaystyle S={\frac {1}{2}}\ bc\sin \alpha .}
W tym celu, korzystając z twierdzenia cosinusów, wyznaczmy wartość kwadratu cosinusa kąta {\displaystyle \alpha }
{\displaystyle \cos ^{2}\alpha =\left({\frac {a^{2}-b^{2}-c^{2}}{-2bc}}\right)^{2}=\left({\frac {b^{2}+c^{2}-a^{2}}{2bc}}\right)^{2}.}
Korzystając z jedynki trygonometrycznej i przekształceń algebraicznych, otrzymujemy:
{\displaystyle {\begin{aligned}\sin ^{2}\alpha &=1-\cos ^{2}\alpha \\&=1-\left({\frac {b^{2}+c^{2}-a^{2}}{2bc}}\right)^{2}\\&=\left(1+{\frac {b^{2}+c^{2}-a^{2}}{2bc}}\right)\left(1-{\frac {b^{2}+c^{2}-a^{2}}{2bc}}\right)\\&={\frac {2bc+b^{2}+c^{2}-a^{2}}{2bc}}\cdot {\frac {2bc-b^{2}-c^{2}+a^{2}}{2bc}}\\&={\frac {(b+c)^{2}-a^{2}}{2bc}}\cdot {\frac {a^{2}-(b-c)^{2}}{2bc}}\\&={\frac {(b+c+a)(b+c-a)}{2bc}}\cdot {\frac {(a+b-c)(a-b+c)}{2bc}}\end{aligned}}}
{\displaystyle p} oznacza połowę obwodu trójkąta, więc
{\displaystyle b+c+a=2p}
{\displaystyle a+b-c=2p-2c=2(p-c)}
{\displaystyle a-b+c=2p-2b=2(p-b)}
{\displaystyle b+c-a=2p-2a=2(p-a)}
{\displaystyle \sin ^{2}\alpha ={\frac {2p\cdot 2(p-a)}{2bc}}\cdot {\frac {2(p-c)\cdot 2(p-b)}{2bc}}={\frac {4}{b^{2}c^{2}}}\ p(p-a)(p-b)(p-c)}
{\displaystyle \sin \alpha ={\frac {2}{bc}}{\sqrt {p(p-a)(p-b)(p-c)}}}
Podstawiając otrzymany wynik do wymienionego na początku wyrażenia, otrzymujemy wzór Herona.
{\displaystyle S={\frac {1}{2}}\ bc\sin \alpha ={\sqrt {p(p-a)(p-b)(p-c)}}}

## Postać wyznacznikowa
{\displaystyle S={\frac {\sqrt {(a+b+c)(a+b-c)(a-b+c)(-a+b+c)}}{4}}={\frac {1}{4}}{\sqrt {-{\begin{vmatrix}0&1&1&1\\1&0&a^{2}&b^{2}\\1&a^{2}&0&c^{2}\\1&b^{2}&c^{2}&0\end{vmatrix}}}}}

## Wzór na pole z wykorzystaniem wysokości
Jeśli {\displaystyle h_{a},h_{b},h_{c}} są wysokościami trójkąta o bokach odpowiednio {\displaystyle a,b,c,} to {\displaystyle a={\frac {2S}{h_{a}}},b={\frac {2S}{h_{b}}},c={\frac {2S}{h_{c}}}.} Po podstawieniu tych wzorów do wzoru Herona i prostych przekształceniach otrzymujemy:
{\displaystyle S={\frac {1}{\sqrt {({\frac {1}{h_{a}}}+{\frac {1}{h_{b}}}+{\frac {1}{h_{c}}})({\frac {1}{h_{a}}}+{\frac {1}{h_{b}}}-{\frac {1}{h_{c}}})({\frac {1}{h_{a}}}-{\frac {1}{h_{b}}}+{\frac {1}{h_{c}}})(-{\frac {1}{h_{a}}}+{\frac {1}{h_{b}}}+{\frac {1}{h_{c}}})}}}}

## Wzór Brahmagupty
Wzór Brahmagupty to wzór analogiczny do wzoru Herona, który pozwala obliczyć pole S czworokąta o bokach długości {\displaystyle a,\,b,\,c,\,d} wpisanego w okrąg:
{\displaystyle S={\sqrt {(p-a)(p-b)(p-c)(p-d)}},}
gdzie:
{\displaystyle p={\frac {1}{2}}(a+b+c+d)}
oznacza połowę obwodu czworokąta.
Dla dowolnego czworokąta (również niewpisanego w okrąg), wzór na jego pole przedstawia się następująco:
{\displaystyle S={\sqrt {(p-a)(p-b)(p-c)(p-d)-abcd\cdot \cos ^{2}\theta }},}
gdzie {\displaystyle \theta } to połowa sumy dowolnej pary dwóch przeciwległych kątów czworokąta. W przypadku czworokątów wpisanych w okrąg obie te sumy są sobie równe i wynoszą 180°.